# CCTV-5+
CCTV-5+(CCTV-5+ 体育赛事, 중국어: 中国中央电视台体育赛事频道)은 중국중앙텔레비전의 텔레비전 채널 중 하나이다.